# Rotuma
Rotuma – wyspa pochodzenia wulkanicznego na Oceanie Spokojnym, należy do Fidżi. Powierzchnia wynosi 44 km² (z przybrzeżnymi wysepkami 47 km²). Ma dwa tysiące mieszkańców (2007), są to głównie Polinezyjczycy.
Odkryta w 1791 przez brytyjski statek Pandora podczas poszukiwań zbuntowanych marynarzy ze statku HMS Bounty. W 1842 zamieszkali tutaj weslejanie, a pięć lat później maryści. Wkrótce nawiązały się walki pomiędzy tymi dwiema grupami. W 1881 wyspa została włączona do Wielkiej Brytanii, a kiedy Fidżi odzyskało niepodległość, stała się jego prowincją.
Na wyspie znajduje się port lotniczy Rotuma.